# Université de Greifswald
L'université de Greifswald est située dans la ville hanséatique de Greifswald dans le Land de Mecklembourg-Poméranie-Occidentale en Allemagne. 

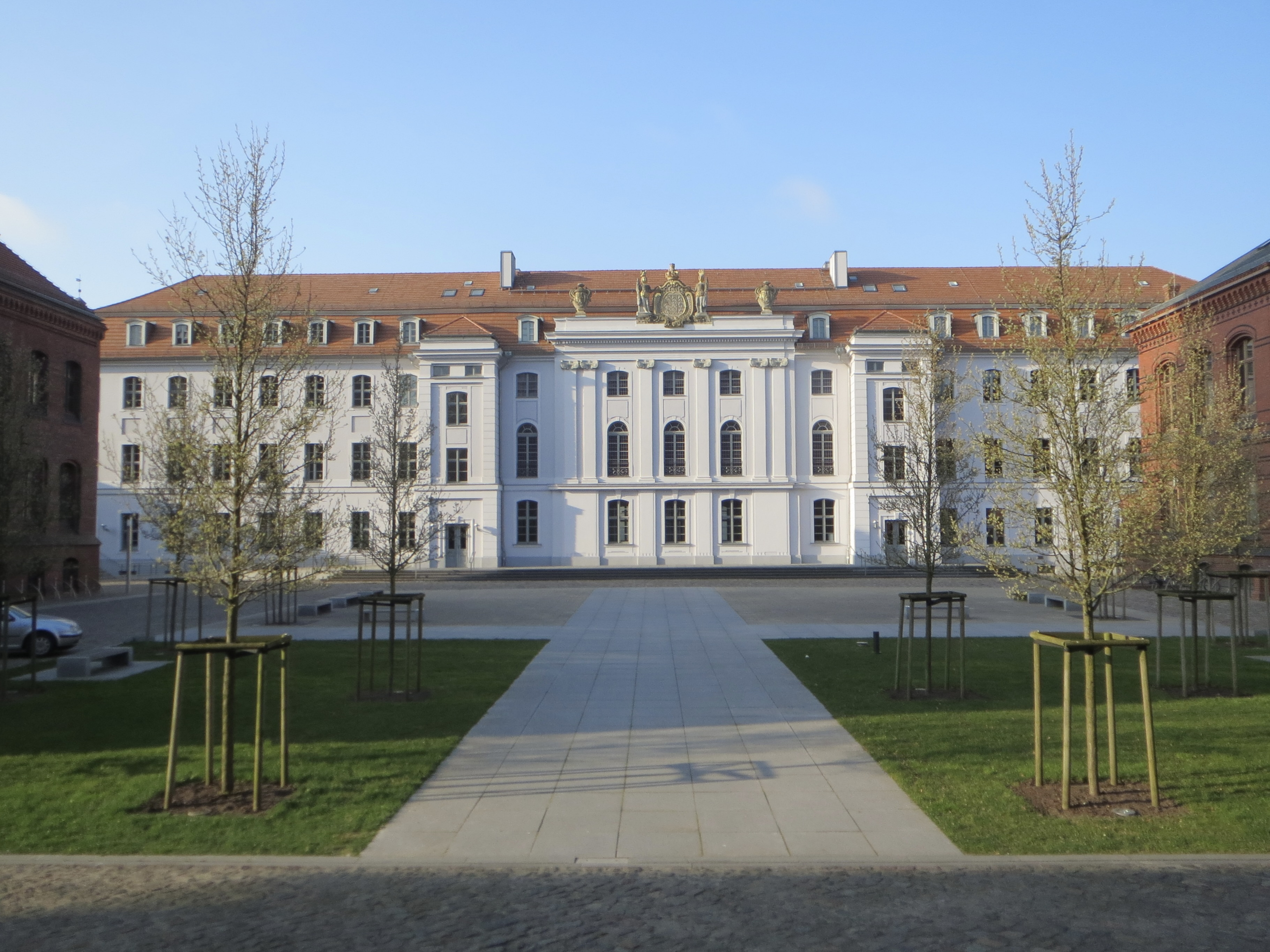
Le bâtiment principal de l'université.

Fondée en 1456, il s'agit de l'une des plus anciennes universités d'Allemagne et d'Europe en général. Elle fut même une des plus anciennes universités de l'espace baltique et à une époque, du fait de sa situation dans la région de Poméranie antérieure, du royaume de Suède (1648–1815) et de l'ancien État de Prusse (1815–1947). En 2017, elle accueille 10 247 étudiants répartis entre cinq facultés. La taille de la ville fait de Greifswald une université entourée d'une petite ville plutôt qu'une ville possédant une université.

## Facultés
En 2017, l'université compte cinq facultés
1. Faculté de droit et sciences économiques
2. Faculté de philosophie
3. Faculté de théologie
4. Faculté des sciences et de mathematique
5. Faculté de médecine